# Улан-Удэнская сотовая сеть
Улан-Удэнская сотовая сеть (УУСС) До 1 декабря 2010 года крупнейший оператор сотовой связи в стандарте GSM 900/1800 в Республике Бурятия — структурное подразделение Бурятского филиала ОАО «Сибирьтелеком». Основана 23 апреля 1998 года. В настоящее время компания объединена с оператором Байкалвестком, предоставление услуг под брендом УУСС прекращено. В 2015 году Байкалвестком вошёл в состав холдинга Теле2.

## Собственники и руководство
ОАО «Сибирьтелеком», Россия, 100 % акций.
Директор предприятия — Андрей Александрович Попов (с 23 июля 2007 года).
В 2001 году УУСС первой из операторов сотовой связи в России стала принимать к оплате за услуги мобильной связи банковские карты через Интернет.. Абонентская база на февраль 2009 составляет более 600000 абонентов.

## Реорганизация
С 1 декабря 2010 года компания прекратила деятельность под собственной торговой маркой. Вместо неё теперь действует Улан-Удэнский филиал компании Байкалвестком.